# Aquàrium de Barcelona
L'Aquàrium de Barcelona és al moll d'Espanya al Port Vell de Barcelona, i és el principal i únic gran aquari de la ciutat i de tota Catalunya. A més, és el centre més important del món en temàtica mediterrània. El complex, que va ser inaugurat el 1995, disposa de 35 aquaris que contenen uns 11.000 animals que pertanyen a 450 espècies diferents. Pertany al grup Aspro Parks. L'Aquàrium té 35 aquaris diferents, 11.000 animals de 450 espècies diferents, un túnel submarí de 80 metres amb més de 100 persones treballant-hi.
L'Aquàrium ha estat visitat per més de 30 milions de persones des de la seva obertura el 8 de setembre del 1995. El 2015 va ser visitat per 1.549.480 visitants, cosa que el situava en la quarta posició entre les atraccions més visitades de la ciutat de Barcelona, només darrere de la Sagrada Família, el Park Güell i el Museu del FC Barcelona.

## Instal·lacions

### L'oceanari
L'oceanari és el tanc de dimensions més grans de l'Aquàrium (36 metres de diàmetre i 5 de profunditat), i conté 3,7 milions de litres d'aigua salada. Compta, a més, amb un túnel subaquàtic transparent de més de 80 metres de longitud.
L'oceanari mostra una síntesi de les espècies més representatives de la Mediterrània, entre les quals s'inclouen morenes, peixos lluna, daurades, ratlles i els taurons més grans del complex: el tauró bou i el tauró gris. Altres espècies interessants són el porc marí, la canyota i el peix guitarra.

### Aquaris mediterranis
L'Aquàrium compta amb 14 aquaris representatius de les diferents comunitats mediterrànies amb les espècies més característiques. A més, recrea dues zones protegides de la costa catalana: el Delta de l'Ebre i les Illes Medes. Entre els espais recreats es troben la comunitat de Posidonia, la comunitat del corall vermell, la comunitat de zona intermareal, i la comunitat de coves i esquerdes, entre d'altres.

### Aquaris temàtics
Els aquaris temàtics de l'Aquàrium de Barcelona són tancs reduïts per a espècies de petites dimensions. En ells es representen els invertebrats marins (eriçons i estrelles de mar), cavallets de mar, ous de pintarroja, corals tropicals i dracs marins.

### Aquaris tropicals
Els set aquaris tropicals del complex representen els ecosistemes típics del Mar Roig, la Gran Barrera de Coral Australiana i el Mar Carib, així com peixos verinosos i taurons d'aigües tropicals.

### Planeta Aqua
Planeta Aqua és un pavelló situat al final del recorregut per l'aquari. S'hi disposen diverses instal·lacions amb espècies adaptades a diferents condicions aquàtiques. Al centre de la sala hi ha un tanc de poca profunditat amb peixos guitarra i ratlles, i a l'altell circular, una sèrie d'aquaris dedicats a espècies caracteritzades pel seu aspecte, la pràctica de fenòmens de camuflatge, simbiosi o per ser considerats fòssils vivents. També hi ha panells informatius sobre l'oceanografia i aspectes mediambientals. Algunes de les altres exposicions de Planeta Aqua inclouen:

#### La vida al fred
Aquesta instal·lació mostra una colònia de pingüins amb possibilitat d observació en superfície i sota l'aigua.

#### L'univers tropical
Aquest espai consisteix en la recreació de tres trams d'un riu amazònic, on es poden observar iguanes, piranyes i camaleons, entre d'altres espècies.

#### El món de la foscor
Els aquaris dedicats a meduses i espècies bentòniques són a l'interior de la rèplica a escala real d'un catxalot.

#### Una cerca pendent
Un espai dedicat principalment al públic infantil on s'explica la història del coneixement dels oceans i l'ús de diferents instruments oceanogràfics.

### Explora!
Explora! és el principal espai interactiu enfocat al públic infantil. S'hi representen tres ambients de la costa mediterrània (Els aiguamolls del Delta de l'Ebre, la Costa Brava i les coves submarines de les Illes Medes).

## Galeria

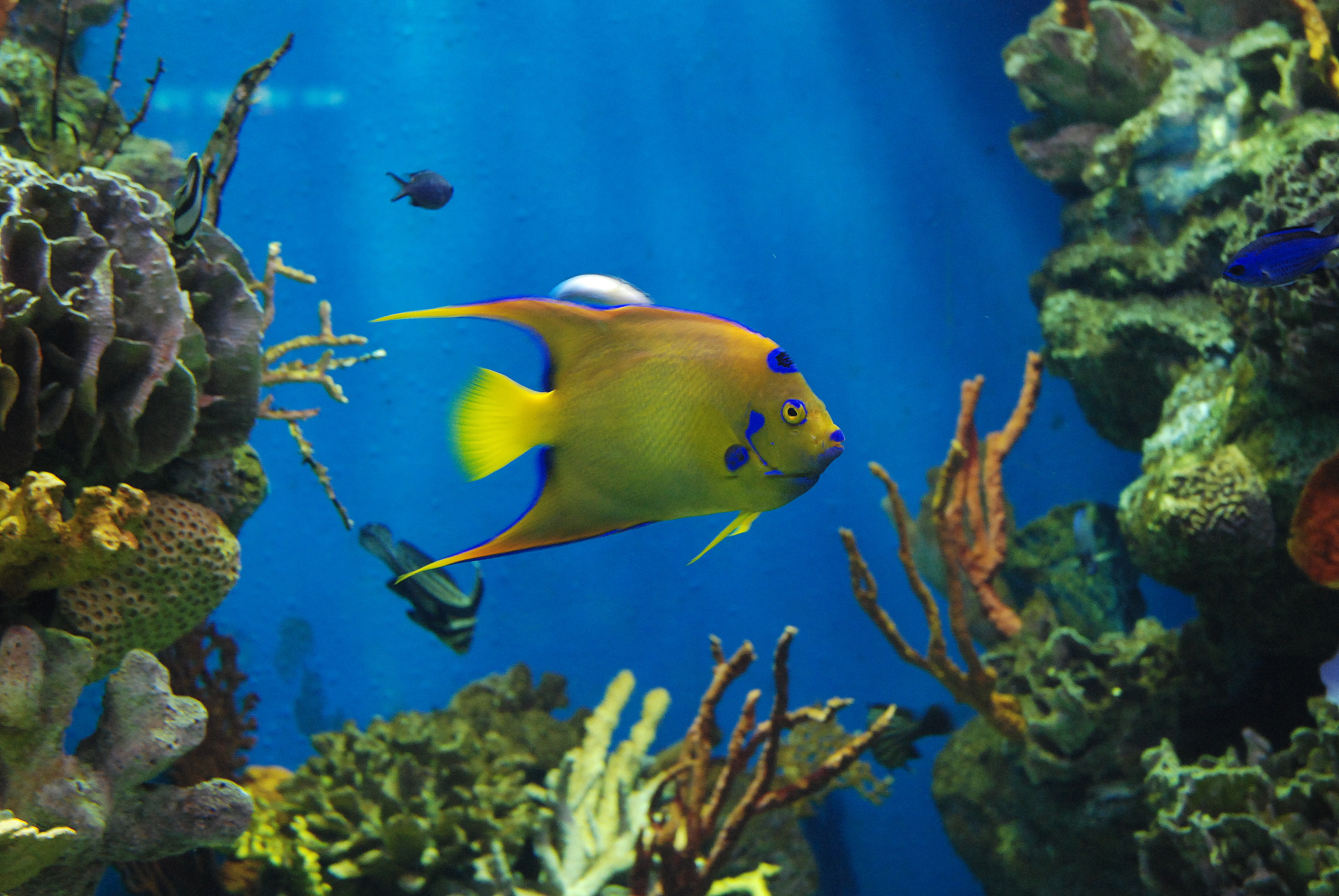
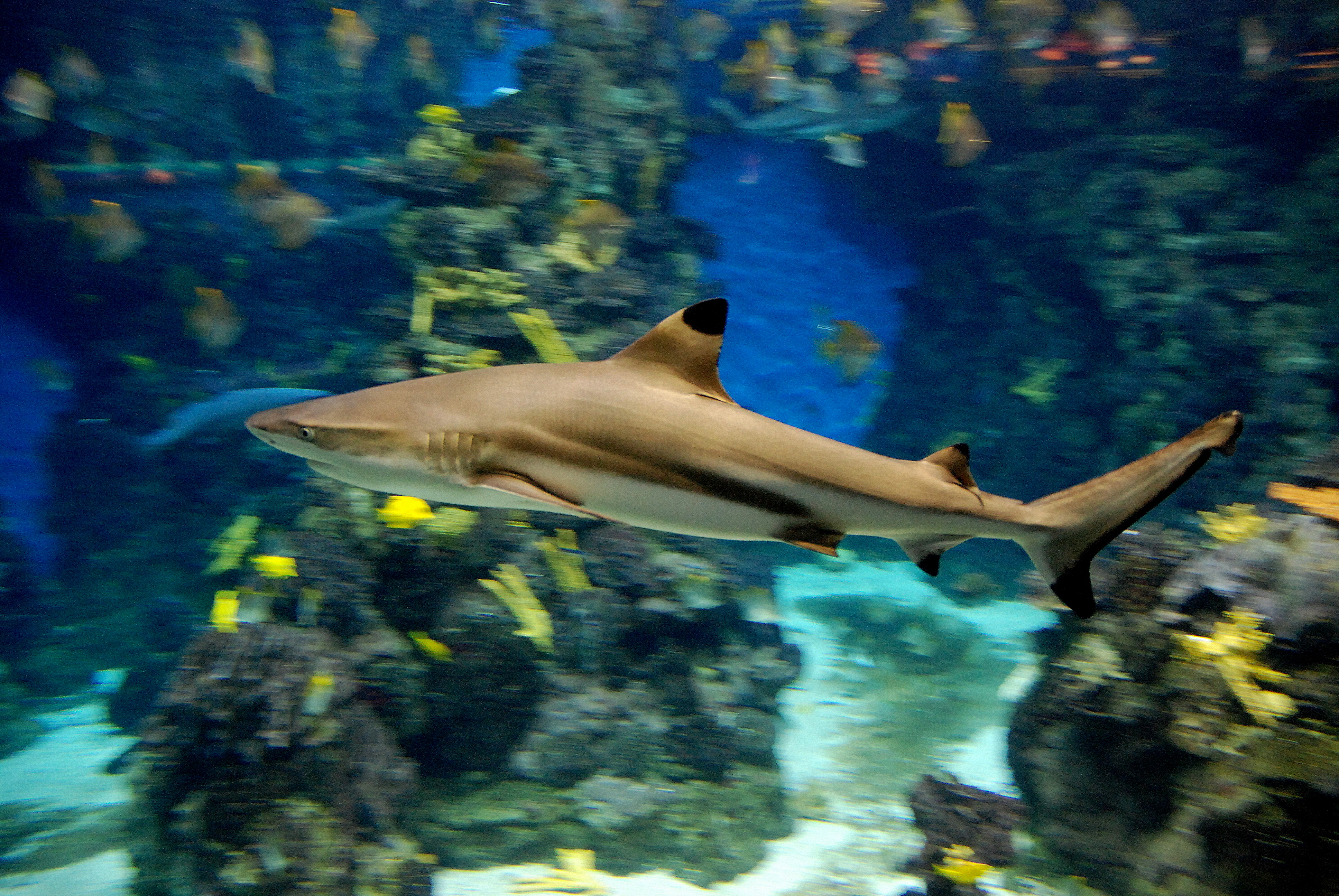
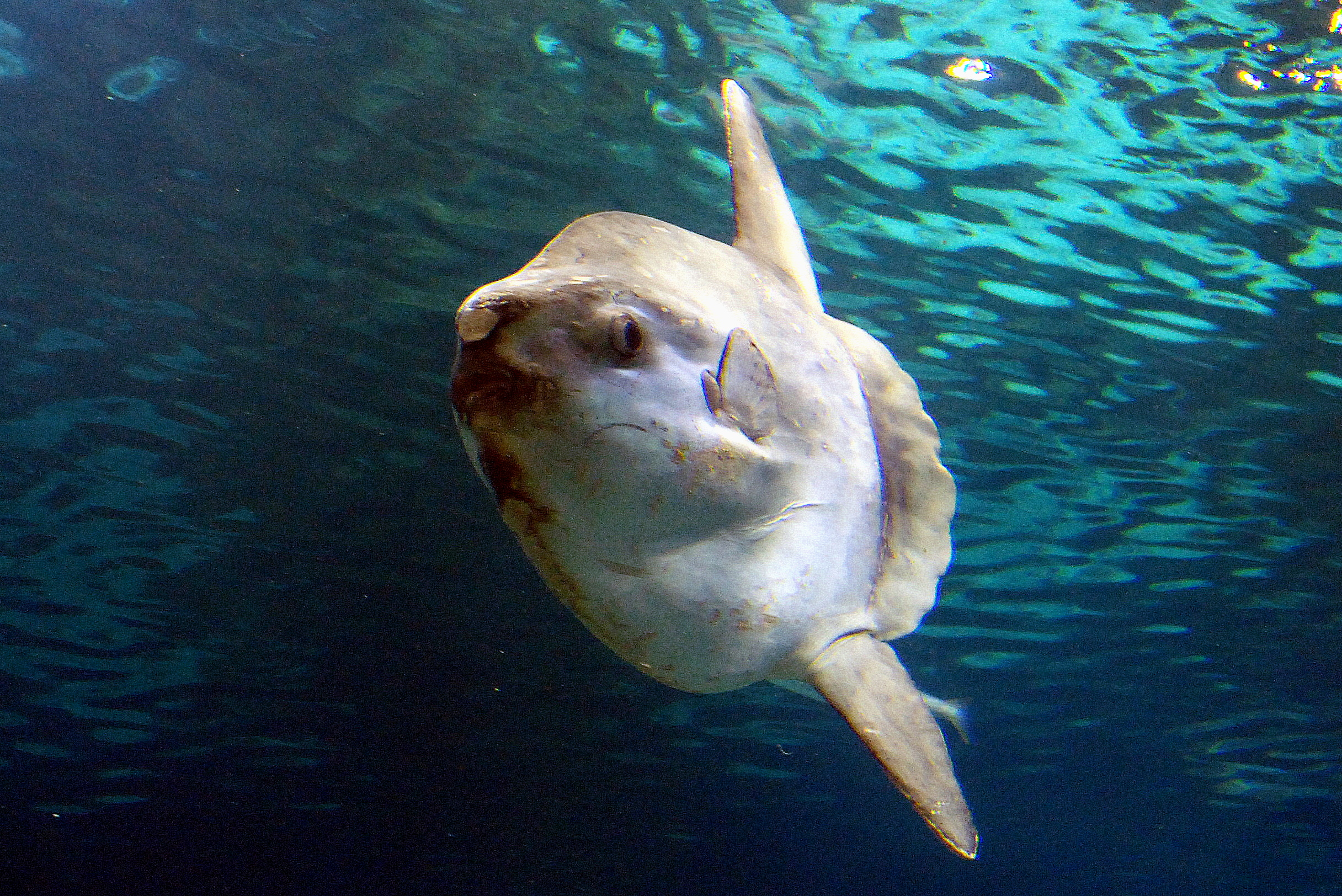
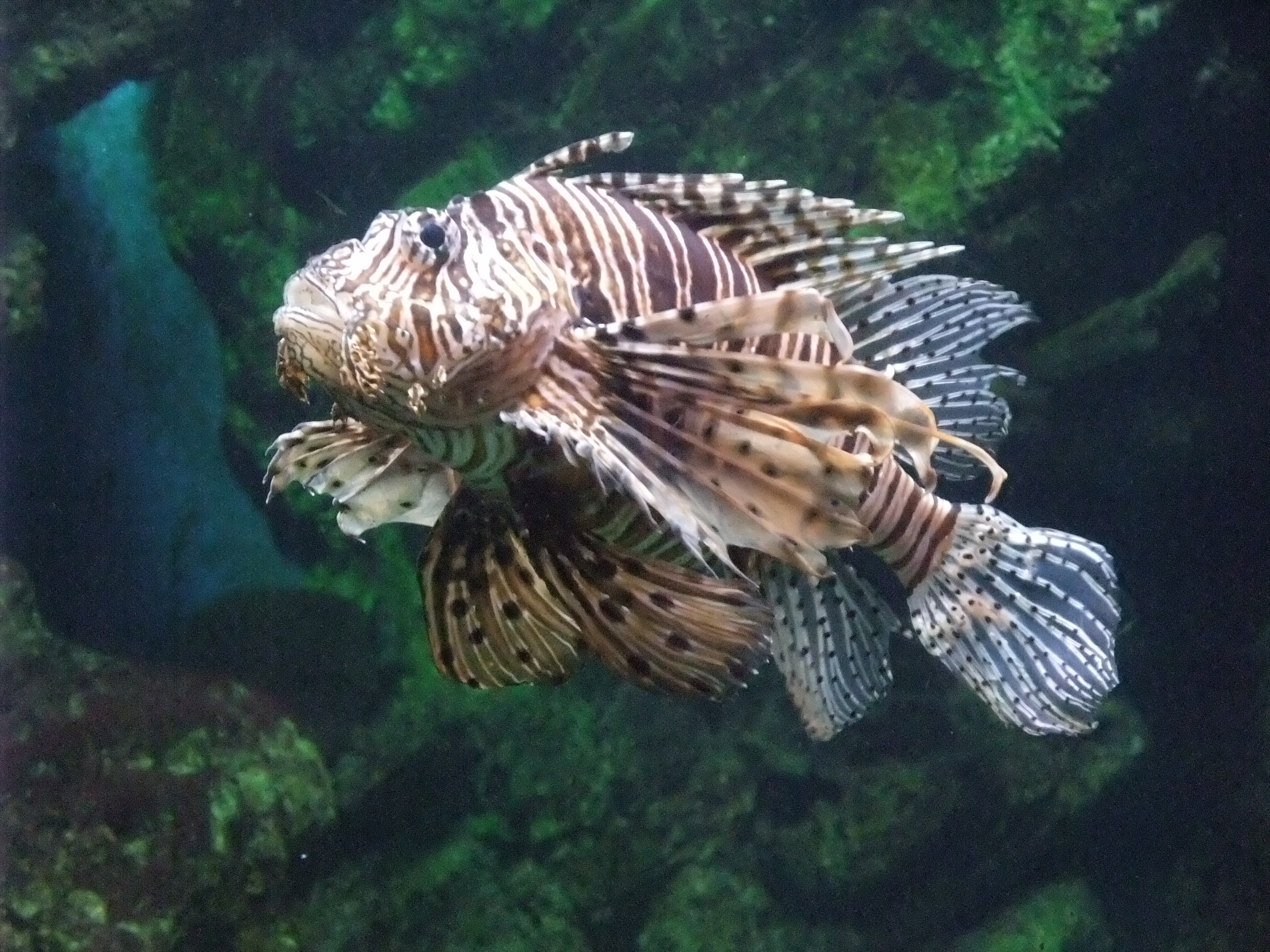